# Dahlia flava
Dahlia flava är en fjärilsart som beskrevs av George Francis Hampson 1926. Dahlia flava ingår i släktet Dahlia och familjen nattflyn. Inga underarter finns listade i Catalogue of Life.